# سالی مورتمور
سالی مورتمور (انگلیسی: Sally Mortemore) بازیگر اهل بریتانیا است. از فیلم‌ها یا برنامه‌های تلویزیونی که وی در آن نقش داشته‌است می‌توان به هری پاتر و تالار اسرار و در اشاره کرد.
مورتمور ابتدا در تئاتر به‌عنوان دستیار مدیر صحنه بازیگری در تئاتر کوئینز در هورنچورچ فعالیت کرد و سپس در فصل‌هایی در تئاتر هیمارکت در بیزینگ‌استوک، تئاتر پالاس واتفورد، تئاتر آکتاگون بولتون و تئاتر چرچیل در بروملی لندن حضور داشت. او همچنین با گروه دیوید گلس، ردشیفت، شرکت تئاتر کلین‌بریک و گریت ایسترن استیج تور داشت.
مورتمور در سال‌های ۲۰۰۶/۲۰۰۷ در نمایش گورمن‌گست دیوید گلس در نقش گرتروود ظاهر شد. حضورهای او در فیلم و تلویزیون شامل مجموعه‌های وایت هیت BBC2/ITV (۲۰۱۲)، دنیای بنفش در حال گسترش اولی کیپلر (۲۰۱۰)، سالت گرین (۲۰۱۰)، دد گورجس، تو مِنی کوکز، هری پاتر و تالار اسرار در نقش مادام پینس، وایر این د بلاد و دافنه و آپولو برای بی‌بی‌سی به کارگردانی کلیر کیلنر است.
در سال ۲۰۱۶، او در فصل ششم سریال «بازی تاج‌وتخت» از شبکه اچ‌بی‌او نقش زنی براوُسی را بازی کرد.